# HC Spei výfuky Praha
HC Spei výfuky Praha (celým názvem: Hockey Club Spei výfuky Praha) byl český klub ledního hokeje, který sídlil v Praze. Založen byl v roce 2000, kdy se tehdejší béčko HC Bohemians Praha osamostatnilo a vytvořilo vlastní mužstvo pod názvem HC Spei výfuky. V sezóně 2002/03 se klub zúčastnil baráže o 2. ligu. V dvojzápase s klubem HC Bílina prvně podlehl bílinským poměrem 2:9, v tom druhém poměrem 0:8.
Své druhé baráže o 2. ligu se klub zúčastnil v sezóně 2004/05, kdy se postavil proti HC Řisuty. Obě utkání prohrál poměrem 0:3. Ani ve své třetí baráži v sezóně 2006/07 v sérii nezvítězil. Tentokráte se postavil proti Roudnicím nad Labem. První zápas sice nedopadl podle představ, prohráli 1:3, ale v druhém vyhráli 5:3. Série šla do prodloužení, ale v té už byli úspěšnější Roudničtí, vyhráli 1:0. Klub HC Spei výfuky zanikl v roce 2008. Celý kádr mužstva poté přešel do vokovické Hvězdy Praha.
Své domácí zápasy odehrával na zimním stadionu Kralupy nad Vltavou s kapacitou 2 300 diváků.

## Přehled ligové účasti
Stručný přehled
Zdroj:
- 2000–2008: Krajský přebor - Praha (4. ligová úroveň v České republice)

Jednotlivé ročníky
Zdroj:
Legenda: ZČ - základní část, červené podbarvení - sestup, zelené podbarvení - postup, fialové podbarvení - reorganizace, změna skupiny či soutěže
| Česko (2000 – 2008) |                        |           |          |                                                    |          |
| Sezóny              | Soutěž                 | Úroveň    | ZČ       | Play-off, nadstavba, sk. o udržení...              | Poznámky |
| 2000/01             | Krajský přebor - Praha | 4. úroveň | 2. místo |                                                    |          |
| 2001/02             | Krajský přebor - Praha | 4. úroveň | 3. místo | Finálová skupina (3. místo)                        |          |
| 2002/03             | Krajský přebor - Praha | 4. úroveň | 1. místo | Vítěz; baráž o 2. ligu – 1. fáze, 1. kolo (prohra) |          |
| 2003/04             | Krajský přebor - Praha | 4. úroveň | 4. místo | Finálová skupina (2. místo)                        |          |
| 2004/05             | Krajský přebor - Praha | 4. úroveň | 1. místo | Vítěz; baráž o 2. ligu – 1. fáze, 2. kolo (prohra) |          |
| 2005/06             | Krajský přebor - Praha | 4. úroveň | 2. místo | Finálová skupina (2. místo)                        |          |
| 2006/07             | Krajský přebor - Praha | 4. úroveň | 1. místo | Kvalifikace o 2. ligu – 1. fáze, 1. kolo (prohra)  |          |
| 2007/08             | Krajský přebor - Praha | 4. úroveň | 2. místo |                                                    |          |